# Mare de Déu de la Guia
La capella de la Mare de Déu de la Guia és una Ermita de construcció popular situada a la riba dreta del Cardener en un replà del turó de Sta. Caterina al terme municipal de Manresa (Bages). És una obra inclosa en l'Inventari del Patrimoni Arquitectònic de Catalunya.

## Descripció
Capella d'una sola nau coberta amb una teulada a doble vessant i una volta d'obra. La decoració és molt senzilla; solament presenta una motllura de guix que recorre tota la part alta de l'edifici. El presbiteri està lleugerament enlairat i en ell es troba la imatge de la Mare de Déu de la Guia.
A ponent hi ha la porta, de mig punt, obrada amb grosses dovelles, i amb arquivoltes en degradació. A la part superior de la façana s'obre un ull de bou emmarcat amb dovelles. Corona aquest mur oest una creu de pedra. Dues finestres, de mig punt, s'obren a cada cantó de l'edifici, i un petit campanar d'espadanya s'alça en el mur d'orient. L'aparell és obrat amb pedres arenoses unides amb argamassa. A les cantoneres i a la part baixa de l'edifici hi ha carreus encoixinats que donen més solidesa a la construcció. El seu estat de conservació és en general bo, però hi ha degoters a la teulada que poden causar un deteriorament en el conjunt.

## Història
Originàriament va estar ubicada més avall de l'emplaçament actual, més concretament entre el Pont Vell de Manresa i la carretera comarcal. La data exacta de l'edificació original és desconeguda, però per ser aquesta molt petita va ser edificada de nou, sent doncs aquesta l'existent quan Sant Ignasi de Loyola va arribar a Manresa provinent de Montserrat, el 25 de març de 1522 on va aprofitar per fer oració a la Verge Maria.
Segles després durant les obres del ferrocarril la imatge de la Verge va ser traslladada a la Cova de Sant Ignasi i un cop aquestes finalitzades va ser retornada a dia 26 de març de 1864 amb gran solemnitat, en un acte presidit per les autoritats de la ciutat.
El 1922 amb motiu de l'ampliació del sector de mercaderies de l'estació de Manresa juntament amb els diposits de la CAMPSA, va ser enderrocada l'ermita existent i reconstruïda mitjançant enginyers i arquitectes ferroviaris a l'emplaçament actual, d'un estil més modern on posteriorment l'envoltarien els habitatges dels ferroviaris.
J. Sarret i Arbós aclareix l'origen històric de la capella de la guia en la seva breu obra monogràfica sobre el santuari publicada l'any 1928. La primera notícia la tenim en el testament de na Magdalena, muller d'Antoni Bastardes(16 -XI-1503), en el qual expressa la seva voluntat que es construeixi un oratori vora el riu Cardener. Un document del 27-VII-1551 testimonia que la capella estava construïda i era coneguda amb el nom de "capella o oratori de na Bastardes". A l'arxiu de la Seu de Manresa es guarda abundant documentació, que posa en evidència el deficient estat de conservació d'aquesta. Construcció del ferrocarril Barna-Saragossa motivà l'enderrocament de l'antiga capella i la construcció d'una de nova, beneïda el 24-VII-1862. Una tercera capella, l'actual, s'inaugurà el 12-III-1922, ja que les obres en les instal·lacions ferroviàries obligà el seu enderrocament. A finals del 1936 fou profanada i malmesa.